# Isodictya lankesteri
Isodictya lankesteri är en svampdjursart som först beskrevs av James Barrie Kirkpatrick 1907.  Isodictya lankesteri ingår i släktet Isodictya och familjen Isodictyidae. Inga underarter finns listade i Catalogue of Life.